# Huche
Vous pouvez aider à l'améliorer ou bien discuter des problèmes sur sa page de discussion.
- Il peut contenir un travail inédit ou des déclarations non vérifiées. Vous pouvez l’améliorer en ajoutant des références. (Marqué depuis octobre 2014)

Vous pouvez aider à l'améliorer ou bien discuter des problèmes sur sa page de discussion.
- Il adopte un point de vue régional ou culturel particulier et nécessite une internationalisation. (Marqué depuis octobre 2014)

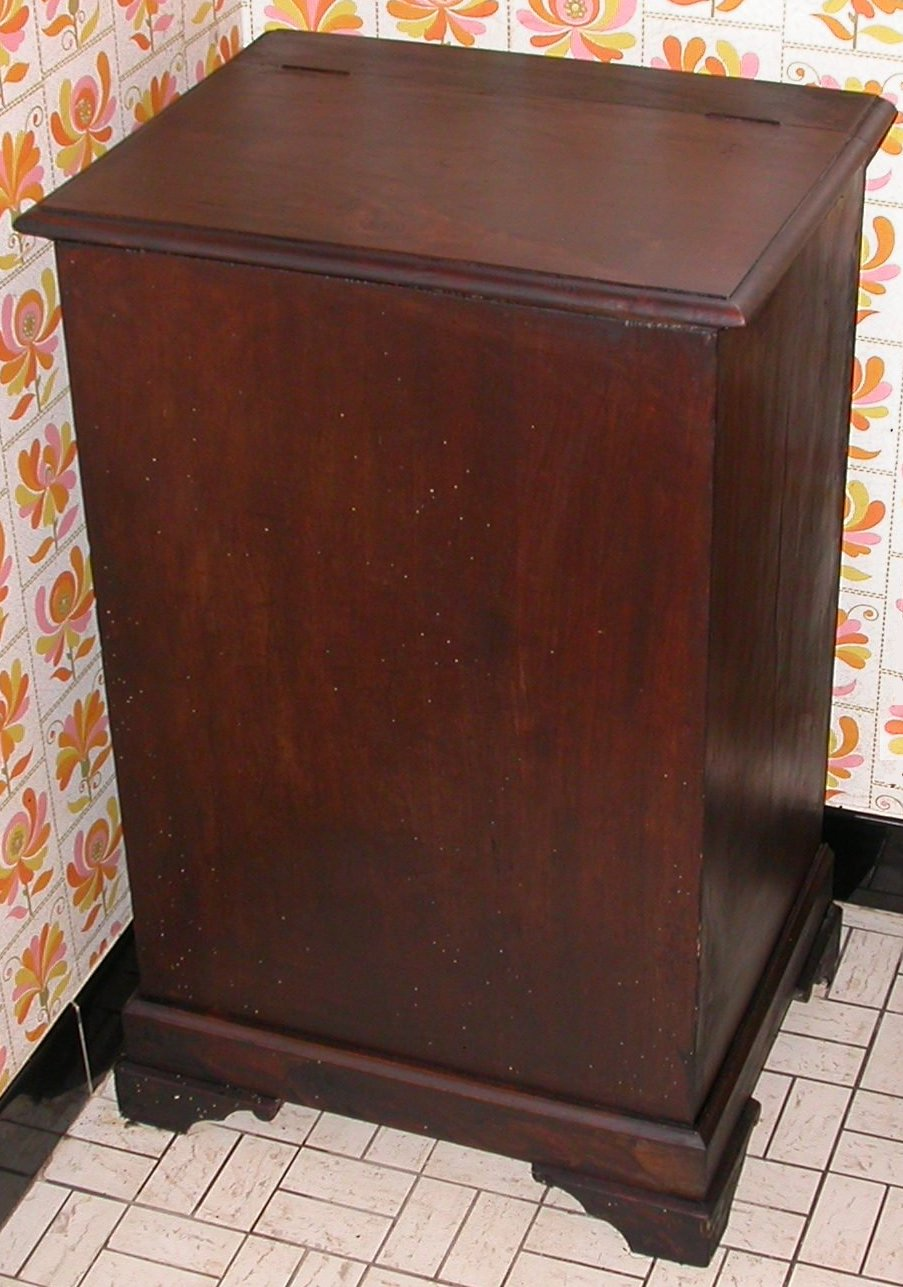
Huche à pain.

Une huche est un coffre droit et haut, au-dessus plat, pour ranger de la nourriture ou d'autres articles domestiques.
Au Moyen Âge, elle désigne tout type de coffre. L'importance de ce meuble explique le nom de huchier donné aux artisans du meuble.

## Huche à pain
La huche à pain est un coffre vertical en bois d'environ 40 cm de côté et 80 cm de haut. Elle est fermée sur le dessus par un abattant parfois incliné vers l'avant. Les huches à pain sont en général très sobres et exemptes de décorations. Dans le fond des vieilles huches, on trouve souvent une épaisseur notable de miettes stratifiées avec le temps.
Anciennement et jusqu'au milieu du XXe siècle, de nombreuses maisons de la campagne française disposaient d'une huche à pain ; on y mettait le "pain de quatre" (quatre livres) qui pouvait ainsi se conserver une semaine en attendant la prochaine fournée ou le prochain passage du boulanger.
Sous le système féodal français de l'époque médiévale, chaque maison faisait son pain une fois par semaine dans le four du village, souvent appelé four banal ; cette banalité constituait une obligation du seigneur.